# 욘 판 어트 스히프
요하너스 니콜라스 "욘" 판 어트 스히프(네덜란드어: Johannes Nicolaas "John" van 't Schip ˈɟɔɱ vɑn ət ˈsxɪp[*], 1963년 12월 30일, 브리티시 컬럼비아 주 포트 세인트 존 ~)는 네덜란드의 축구 감독이자 전 축구 선수로, 현역 시절 측면 미드필더로 활약했으며, 캐나다 태생인 그는 9년 동안 네덜란드 국가대표팀에서 활약했다. 그는 현역 시절에 아약스에서 활약하며 4번의 에레디비시, 1번의 UEFA컵, 그리고 1번의 유러피언 컵위너스컵을 우승했고, 제노아에 몸담은 적도 있다. 그는 네덜란드 국가대표팀 일원으로 1988년 유럽 선수권 대회를 우승하기도 했다.
판 어트 스히프는 용 아약스에서 감독일을 시작해 트벤터 지휘봉을 잡아 처음으로 1군 선수단을 지도했다. 그는 네덜란드의 PEC와 오스트레일리아 리그의 멜버른 시티를 비롯한 여러 구단을 지휘했다. 그는 2019년부터 2021년까지 그리스 국가대표팀을 지휘했다. 이후 그는 2023년에 아약스의 감독으로 취임했다.

## 유년 시절
판 어트 스히프는 브리티시 컬럼비아 주 포트 세인트 존 출신으로, 유년 시절을 브리티시 컬럼비아 주 포월 리버에서 보냈는데, 소군의 유소년 축구 교실에서 축구를 시작했고, 1972년에 부모의 모국인 네덜란드에 입국했다.

## 클럽 경력
반 어트 스히프는 NFC에서 4년을 뛰며 본격적으로 축구에 입문했다. 이후, 그는 아약스의 유소년부에 입단했고, 이후 아약스에서 프로 무대 신고식을 치렀다. 그가 치른 첫 경기는 1981년 12월 6일자 경기로, 아약스가 하를럼을 4-1로 꺾었고, 그는 이후 11년을 수도 연고 구단에서 보냈다. 이 시기 아약스는 1982년, 1983년, 1985년, 그리고 1990년에 리그를, 1983년, 1986년, 그리고 1987년에 컵대회를 우승했다. 그는 아약스의 1987년 유러피언 컵위너스컵과 1992년 UEFA컵 우승을 도왔다. 아약스에서 UEFA컵을 우승한 후, 그는 이탈리아의 제노아로 이적해 4년을 더 활약하고 축구화를 벗었다. 그는 소속 구단의 1996년 코파 안글로-이탈리아나 우승을 도왔다.

## 국가대표팀 경력
국가대항전에서, 판 어트 스히프는 네덜란드 국가대표팀 일원으로 1983년 청소년 세계선수권 대회에 참가했고, 네덜란드 국가대표팀 경기는 총 41번 출전해 2골을 기록했다. 그의 첫 국가대표팀 경기는 1986년 4월에 열린 스코틀랜드와의 경기였고, 마지막 경기는 벨라루스와의 1995년 6월 유로 예선전 경기였다. 반 어트 스히프는 유로 1988 우승을 경험했고, 1990년 월드컵과 유로 1992에도 참가했다.

## 감독 경력

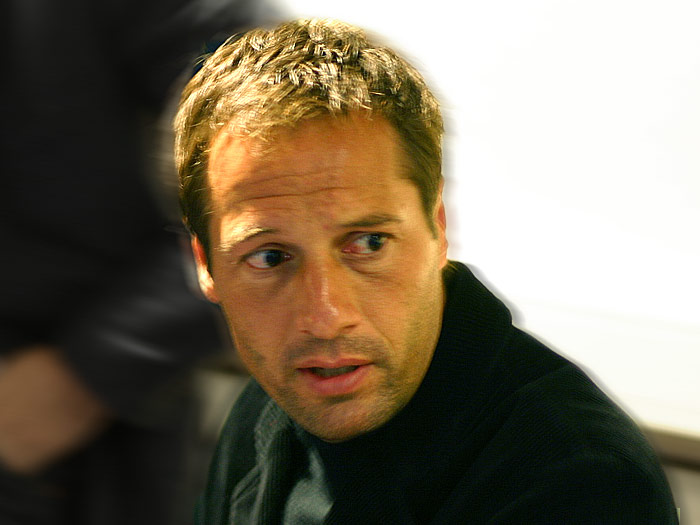
2006년의 판 어트 스히프

은퇴 후, 판 어트 스히프는 아약스 유소년부 감독을 맡았고, 이후 트벤터의 지휘봉을 잡았다. 2004년 8월을 기점으로, 그는 네덜란드 국가대표팀의 수석 코치로서 마르코 판 바스턴을 보좌했고, 이후 판 바스턴이 유로 2008 이후 지휘봉을 내려놓으면서, 그도 보직을 떠났다. 판 어트 스히프는 판 바스턴을 따라 아약스로 복귀해 롭 비츠셔와 함께 2008-09 시즌에 수석 코치를 맡았다. 2009년 5월 6일, 마르코 판 바스턴 감독이 사퇴하면서, 그는 아약스의 임시 감독을 시즌 말까지 맡았다. 그는 이전에 큰 성과를 내지 못하고도 10여년 후에 아약스 감독으로 다시 취임하게 되었다.

### 멜버른 하트
그는 오스트레일리아 A-리그의 멜버른 하트 감독으로 2009년 10월 12일에 취임해 구단의 첫 시즌인 2010-11 시즌에 멜버른의 초대 감독이 되었다. 2012년 2월 1일, 판 어트 스히프는 2011-12 시즌을 끝으로 개인 사유로 인해 멜버른 하트를 떠날 것임을 선언했다. 판 어트 스히프는 멜버른 하트 2년차에 첫 결선 진출을 이룩했다. 판 어트 스히프 감독은 멜버른 하트의 발전에 큰 역할을 한 것으로 평가되었다.

### 과달라하라
2012년 4월, 과달라하라가 트위터 공식 계정을 통해, 판 어트 스히프가 구단의 신임 감독으로 취임했음을 밝혔다. 판 어트 스히프는 같은 네덜란드 국적의 요한 크라위프의 추천을 받아 입단했는데, 당시 크라위프는 구단 사업으로 동행하고 있었다. 판 어트 스히프가 지휘봉을 잡고 치른 첫 경기는 톨루카와의 경기로, 치바스가 1-2로 패했다.
판 어트 스히프는 2013년 클라우수라 시즌 개막을 며칠 앞두고 해임되었다. 그의 후임은 벤하민 갈린도 전 치바스 감독이 맡았다.

### 멜버른 시티 복귀
2013년 12월 30일, 17경기 연속 무승의 수렁에 빠지고, 앞서 존 알로이지와의 계약을 해지한 멜버른 하트는 시즌 말까지 판 어트 스히프 감독과 계약했다.
2014년 3월 19일, 취임 후 11경기를 치르면서 7경기 무패 행진을 기록하기도 했던 판 어트 스히프는 구단과 3년 계약을 체결하면서,(구단은 2014년 6월에 멜버른 하트는 멜버른 시티로 개칭했다) 2016-17 시즌 말까지 동행하게 되었다.
2017년 1월 3일, 판 어트 스히프 감독은 멜버른 시티 지휘봉을 내려놓고, 중병으로 위독해진 부친을 돌보기 위해 네덜란드로 귀국했다.

### 그리스
2019년 7월, 그는 그리스 국가대표팀 감독으로 취임했다. 2021년 11월 26일, 판 어트 스히프 감독은 그리스 국가대표팀 감독직을 내려놓았다.

### 아약스 복귀
2023년 10월 30일, 판 어트 스히프는 2023-24 시즌 말까지 아약스의 임시 감독으로 취임했다.

## 사생활
모국어인 네덜란드어 외에도, 판 어트 스히프는 영어, 스페인어 그리고 이탈리아어를 유창히 구사할 수 있다. 그의 장모는 네덜란드의 가수이자 배우인 빌레커 알베르티이다.

## 감독 통계
2023년 12월 9일 기준
| 구단          | 취임        | 해임        | 기록 | 기록 | 기록 | 기록 | 기록   |
| 구단          | 취임        | 해임        | 전   | 승   | 무   | 패   | 율 (%) |
| ------------- | ----------- | ----------- | ---- | ---- | ---- | ---- | ------ |
| 트벤터        | 2001년 7월  | 2002년 6월  | 40   | 13   | 12   | 15   | 32.50  |
| 아약스 (임시) | 2009년 5월  | 2009년 5월  | 1    | 1    | 0    | 0    | 100.00 |
| 멜버른 하트   | 2009년 10월 | 2012년 4월  | 58   | 17   | 21   | 20   | 29.31  |
| 과달라하라    | 2012년 4월  | 2012년 11월 | 23   | 8    | 6    | 9    | 34.78  |
| 멜버른 시티   | 2014년 1월  | 2017년 1월  | 96   | 43   | 22   | 31   | 44.79  |
| PEC           | 2017년 7월  | 2018년 12월 | 57   | 21   | 11   | 25   | 36.84  |
| 그리스        | 2019년 7월  | 2021년 11월 | 26   | 11   | 9    | 6    | 42.31  |
| 아약스 (임시) | 2023년 10월 | 현임        | 9    | 6    | 1    | 2    | 66.67  |
| 합계          | 합계        | 합계        | 310  | 121  | 81   | 108  | 39.03  |

- 1.^  리그, 리기야, 코파 MX, CONCACAF 챔피언스리그 경기 기록 포함

## 수상

### 클럽
아약스
- 에레디비시: 1981–82, 1982–83, 1984–85, 1989–90
- KNVB 베커르: 1982–83, 1985–86, 1986–87
- UEFA컵: 1991–92
- 유러피언 컵위너스컵: 1986–87

제노아
- 코파 안글로-이탈리아나: 1995–96

### 국가대표팀
네덜란드
- 유럽 선수권 대회: 1988

### 감독
멜버른 시티
- FFA컵: 2016